# Афонин, Пётр Константинович
Пётр Константи́нович Афо́нин (12 февраля 1931, Каргасокский район, Западно-Сибирский край — 6 сентября 2000, Томск) — наладчик станков; Герой Социалистического Труда (1981).

## Биография
Пётр Константинович Афонин родился 12 февраля 1931 года в деревне Черемшанка в русской крестьянской семье. Окончив неполную среднюю школу, с 13 лет работал слесарем в колхозе родного села. С 1951 года — кочегар на пароходе «XX лет РККА», жил в пос. Самусь Томского района. В 1952—1955 годы служил в Советской армии.
С 1955 до 1990-х годов работал на Томском подшипниковом заводе № 5 Министерства автомобильной промышленности СССР — наладчиком, инженером-технологом цеха прутковых автоматов, с 1968, по окончании Томского машиностроительного техникума (1967), — бригадиром станочников-наладчиков. Бригада добилась сокращения срока наладочных работ, досрочно выполняла пятилетние планы. В 1981 году удостоен звания Героя Социалистического Труда.
Избирался депутатом Томского городского Совета, членом цехового и заводского парткомов, членом Томского горкома КПСС.
Выйдя на пенсию, жил в Томске. Умер 6 сентября 2000 года, похоронен на кладбище «Бактин» (кв. 70).

## Награды
- орден Октябрьской Революции (5.4.1971)
- орден Ленина (5.3.1974)
- Герой Социалистического Труда (медаль «Серп и Молот» № 19825 и орден Ленина; 31.3.1981) — за выдающиеся производственные успехи, достигнутые в выполнении заданий 10-й пятилетки и социалистических обязательств, и проявленную трудовую доблесть
- медали[4].

## Комментарии
1. ↑  Деревня Черемшанка, входившая в состав Каргасокского района, в 1939—1959 — Васюганского[1], с 1959 года — Каргасокского района[2], не сохранилась; ныне — территория Каргасокского района Томской области[3][4].